# Campylopus cuspidatus
Campylopus cuspidatus är en bladmossart som beskrevs av Mitten 1869. Campylopus cuspidatus ingår i släktet nervmossor, och familjen Dicranaceae. Inga underarter finns listade i Catalogue of Life.